# Мішоппен (Пенсільванія)
Мішоппен (англ. Meshoppen) — місто (англ. borough) в США, в окрузі Вайомінг штату Пенсільванія. Населення — 326 осіб (2020).

## Географія
Мішоппен розташований за координатами 41°36′33″ пн. ш. 76°2′31″ зх. д. / 41.60917° пн. ш. 76.04194° зх. д. (41.609264, -76.041819).  За даними Бюро перепису населення США в 2010 році місто мало площу 2,01 км², з яких 1,79 км² — суходіл та 0,22 км² — водойми.

## Демографія
Згідно з переписом 2010 року, у селищі мешкали 563 особи в 190 домогосподарствах у складі 128 родин. Густота населення становила 280 осіб/км².  Було 217 помешкань (108/км²).
Расовий склад населення:
| - 89,2 % — білих - 3,7 % — чорних або афроамериканців - 0,7 % — корінних американців - 0,7 % — азіатів - 4,3 % — осіб інших рас |

До двох чи більше рас належало 1,4 %. Частка іспаномовних становила 10,1 % від усіх жителів.
За віковим діапазоном населення розподілялося таким чином: 31,4 % — особи молодші 18 років, 61,7 % — особи у віці 18—64 років, 6,9 % — особи у віці 65 років та старші. Медіана віку мешканця становила 29,1 року. На 100 осіб жіночої статі у селищі припадало 104,7 чоловіків;  на 100 жінок у віці від 18 років та старших — 105,3 чоловіків також старших 18 років.
Середній дохід на одне домашнє господарство  становив 51 843 долари США (медіана — 41 250), а середній дохід на одну сім'ю — 53 326 доларів (медіана — 45 000). Медіана доходів становила 36 875 доларів для чоловіків та 33 182 долари для жінок. За межею бідності перебувало 23,7 % осіб, у тому числі 35,0 % дітей у віці до 18 років та 25,8 % осіб у віці 65 років та старших.
Цивільне працевлаштоване населення становило 219 осіб. Основні галузі зайнятості: транспорт — 18,3 %, роздрібна торгівля — 16,9 %, мистецтво, розваги та відпочинок — 15,5 %.